# Ahaus
Ahaus és un municipi alemany de l'estat federat de Renània del Nord-Westfàlia. Es troba prop de la frontera amb els Països Baixos i a 20 km de la ciutat d'Enschede.
En aquesta localitat hi ha dipòsits de combustible per a centrals nuclears, així com també per emmagatzematge de contenidors amb residus radioactius.
El municipi es divideix administrativament en sis districtes: Ahaus, Alstätte, Graes, Ottenstein, Wessum i Wüllen.